# Svatá rodina

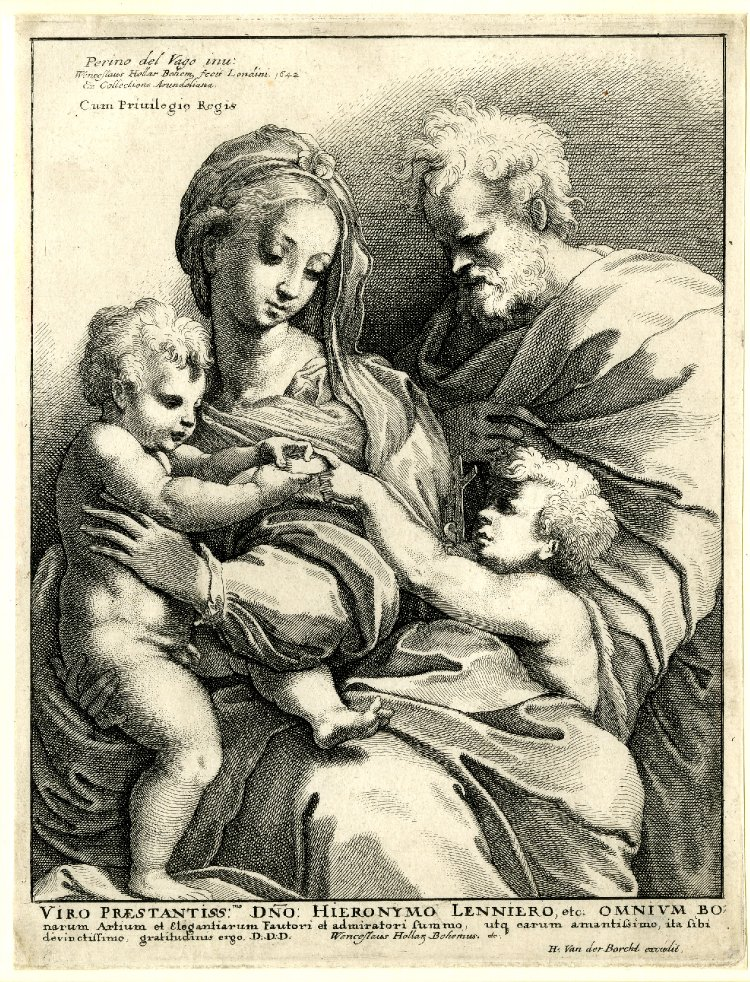
Václav Hollar: Svatá rodina (lept, 1642)

Svatá rodina v křesťanství označuje rodinu tvořenou Pannou Marií, svatým Josefem a Ježíšem Kristem.
Zejména v římskokatolické církvi je uváděná jako nejlepší příklad lásky, ctnosti a svornosti a vzor pro život všech katolických rodin.

## Svátek
Svátek Svaté rodiny podle římskokatolické církve připadá v současném kalendáři na 27. prosinec, v historii bylo datum kladeno na neděli v oktávu Narození Páně, kdy se také na mši svaté obnovují manželské sliby.

## Vyobrazení
- Reprezentační vyobrazení zprvu akcentuje dítě Ježíše a jeho matku, teprve od druhé poloviny 14. století se Josef posunuje z podružné role pěstouna Páně do pozice světce. Od 15. století se v malířství a sochařství rozšiřuje širší pojetí Svaté rodiny jako příbuzenstva Kristova, včetně prarodičů sv. Anny, sv. Jáchyma a sv. Alžběty se Zachariášem a jejich synem sv. Janem Křtitelem.

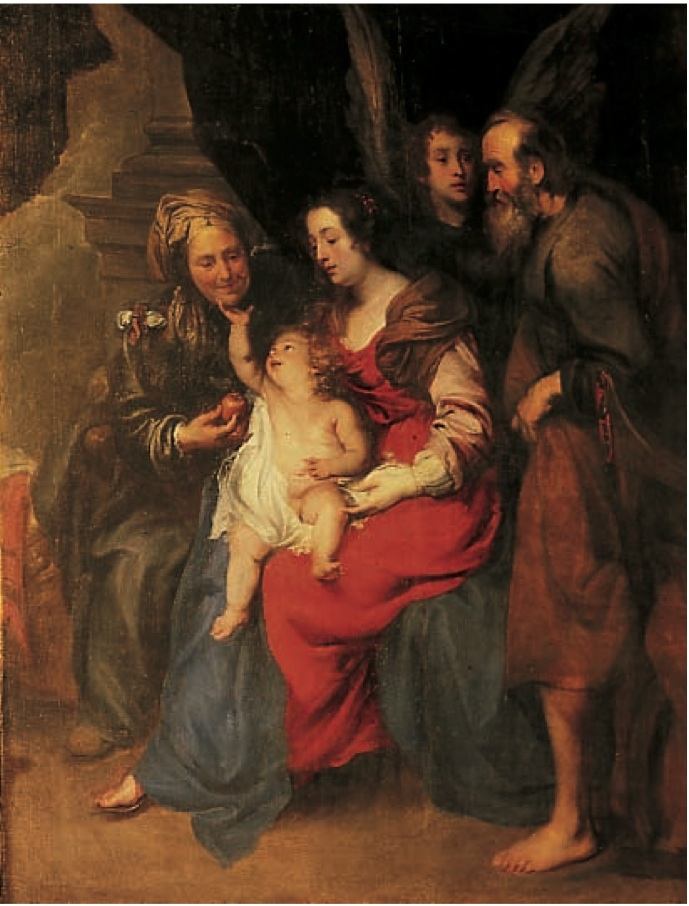
Jan Roos: Svatá rodina a svatá Anna
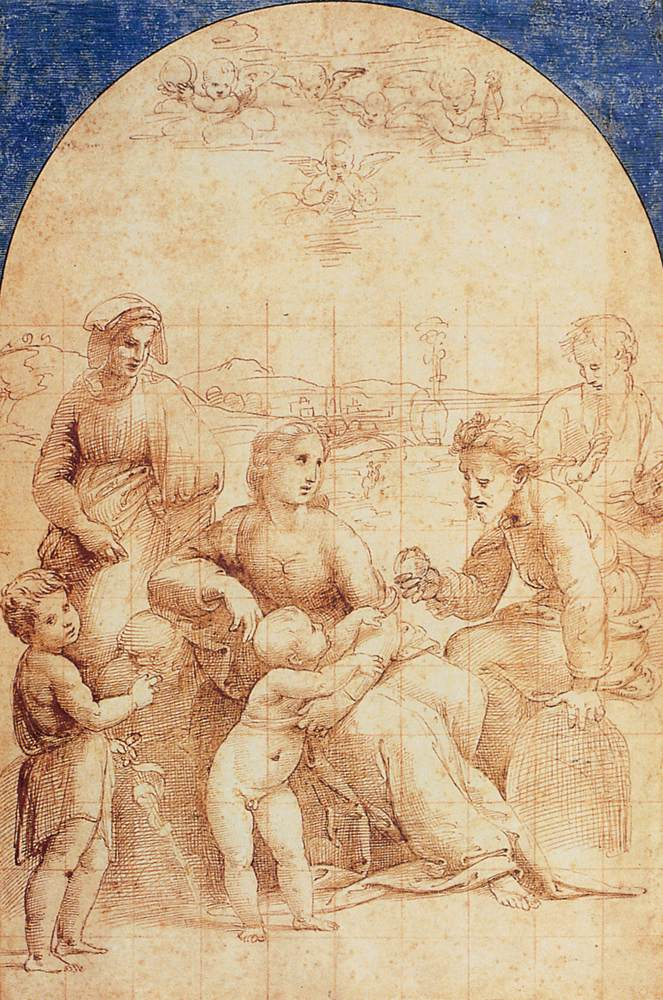
Raffael Santi: Svatá rodina, svatí Jan Křtitel, Alžběta a Zachariáš
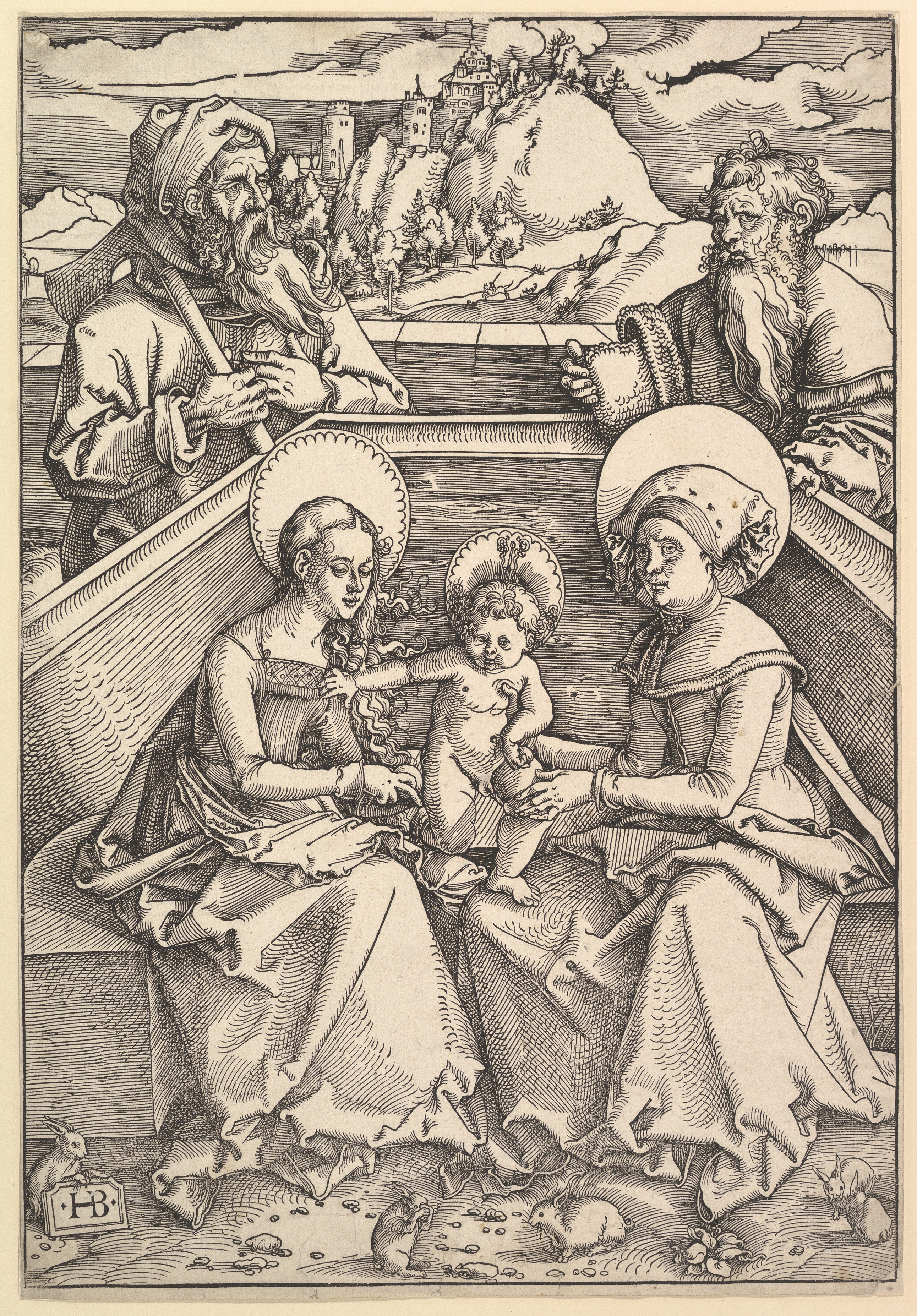
Hans Baldung: Svatá rodina, svatá Anna, svatý Jáchym
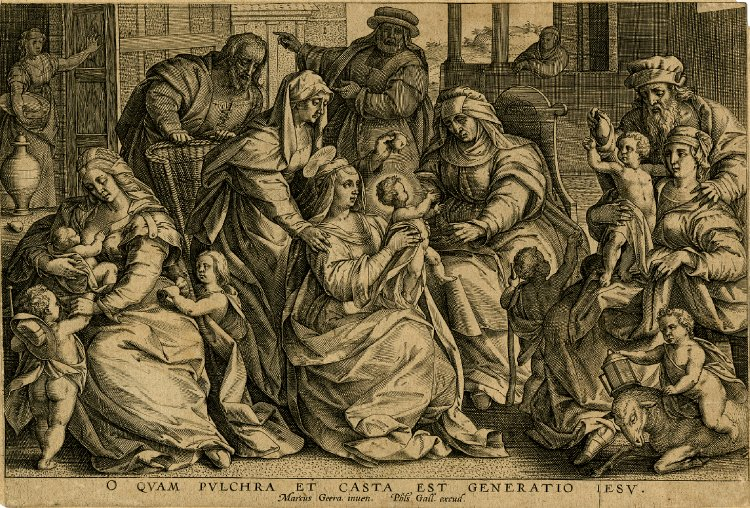
Marcus Gheeraerts: Svatá rodina obklopená svatými

Svatá rodina od přelomu 15. a 16. století začíná být předobrazem rodiny křesťanského panovníka, například v dvorském prostředí Habsburků a Jagellonců, počínaje obrazy císaře Maxmiliána I.
- Dějové vyobrazení se v křesťanské ikonografii odvíjí podle textů čtyř evangelií či apokryfních textů pseudo-evangelií a zahrnuje výjevy Narození Páně, Klanění Tří králů, Klanění pastýřů a Útěk do Egypta.

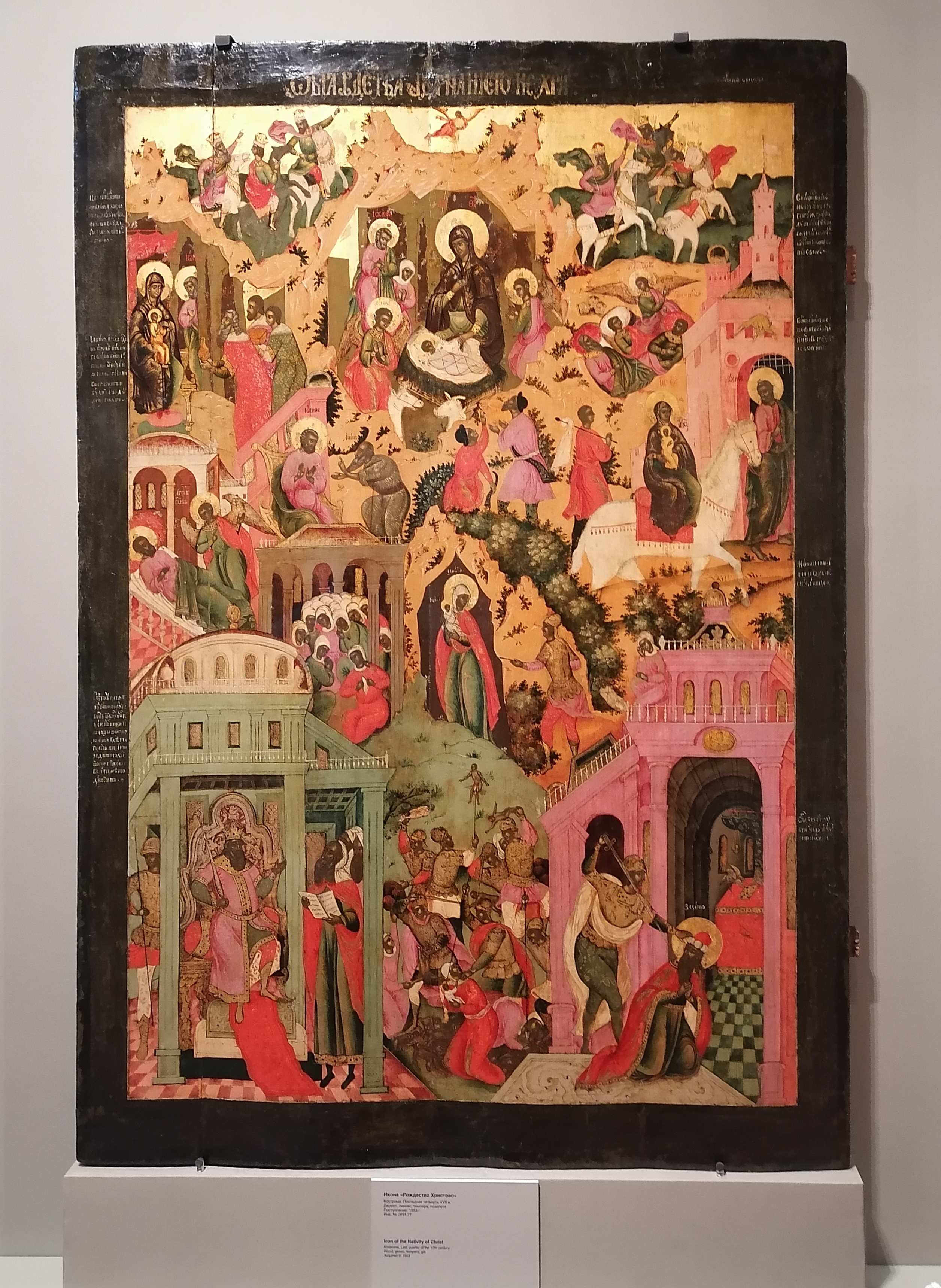
Narození Páně (ikona, posl. čtvrtina 17. století)
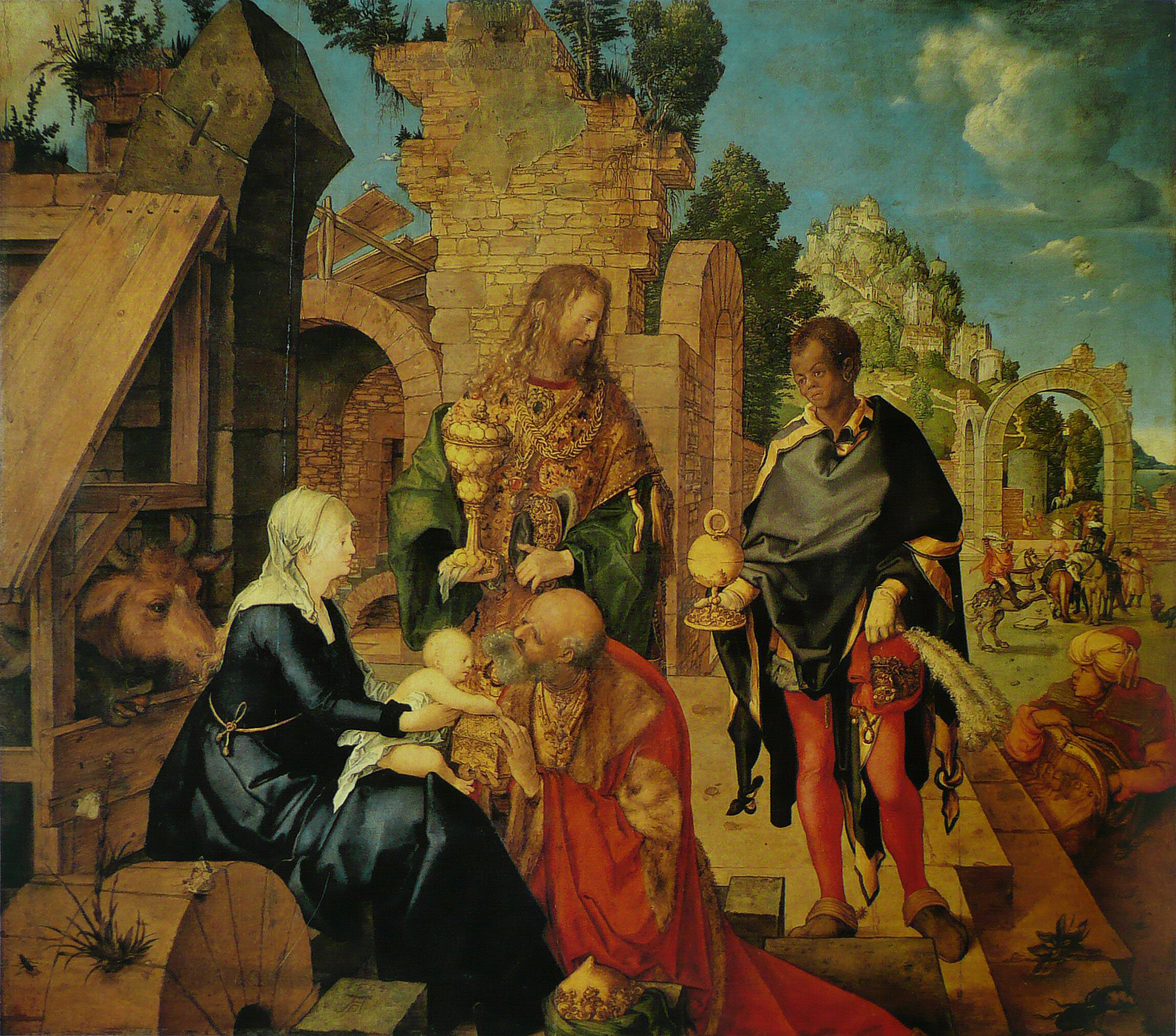
Albrecht Dürer - Klanění Tří králů 1504
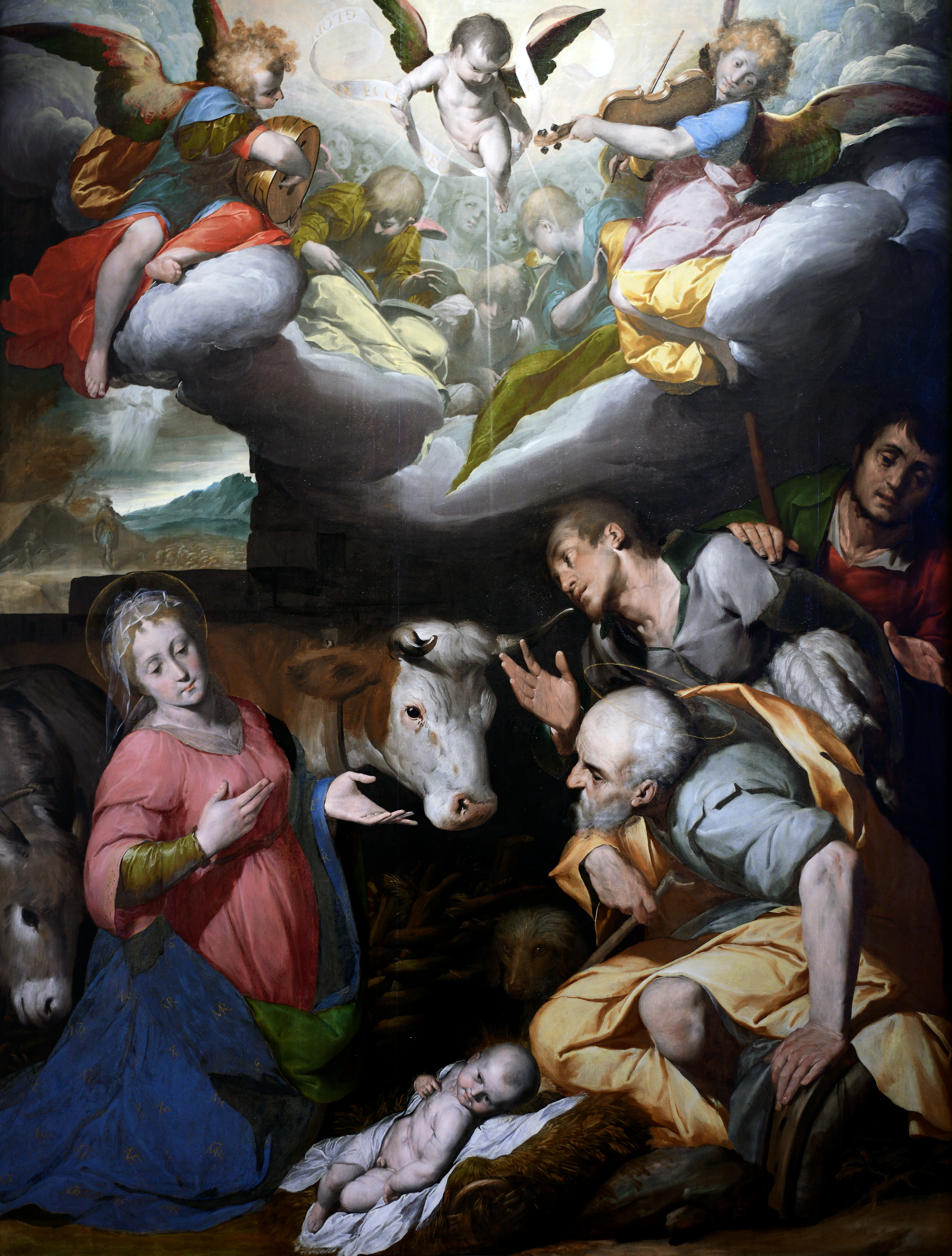
Giovanni Battista Crespi: Klanění pastýřů
Rembrandt van Rijn: Útěk do Egypta (Musée des Beaux-Arts de Tours)